# 미국 내 반일 감정
미국 내 반일 감정(Anti-Japanese sentiment in the United States)은  19세기 후반부터 존재해 왔으며,  특히 황화론(Yellow Peril) 시기에 두드러지게 나타나며 다른아시아계 이민자들에게 확산되었다.
미국 내 일본계 미국인에 대한 반일 감정은  제2차 세계 대전 당시 최고조에 달했으며, 당시 일본 제국이  태평양 전쟁에서 미국과 충돌하면서 더욱 심화되었다.
전쟁 이후,일본의 경제 기적 이 일어나며 1970년대에 일본이 주요 경제 대국으로 부상하자,이는 미국 경제에 대한 광범위한 위협으로 인식되었고, 재팬 배싱(Japan bashing)으로 알려진 새로운 반일 감정이 나타났다.

## 기원
미국에서 반일 감정은 제2차 세계 대전 이전부터 시작되었다. 아시아계 이민자들에 대한 인종적 편견은 19세기 중반 중국계 노동자가 미국에 도착하기 시작한 직후부터 형성되었으며, 이후 수십 년 동안 일본인들이 직면할 저항의 기초를 마련했다. 초기에는 중국인들이 광업과 철도 산업에서 적극적으로 모집되었지만, 서부 지역의 백인들은 중국계 이민자의 증가를 경제적 경쟁 요소이자 인종적 순수성을 위협하는 존재로 간주하게 되었다.
반중국 단체들의 네트워크(이 단체들 중 다수는 이후 반일 운동에서 다시 등장함)는 아시아계 이민자들의 법적·경제적 평등 접근을 제한하는 법률을 제정하기 위해 활동했다. 이러한 차별적 법률 중 가장 중요한 것은 아시아인들을 시민권에서 배제하는 것이었다. 1870년 귀화법은 기존에 백인 이민자들만 미국 시민이 될 수 있도록 한 법을 개정하여, 아프리카계 혈통을 가진 사람들에게도 시민권을 부여했다. 그러나 아시아인을 영구적인 외국인(permanent aliens)으로 규정함으로써, 이들에게 투표권과 배심원 참여를 금지했다. 또한, **유색 인종이 백인을 상대로 법정에서 증언하는 것을 금지하는 법**(People v. Hall 판례)과 결합되어, 아시아계 미국인들이 미국의 법률 및 정치 시스템에 참여하는 것이 사실상 불가능해졌다.
또한 중요한 차별적 법률로는 외국인 토지법이 있었다. 이 법은 "시민권을 취득할 수 없는 외국인"을 대상으로 토지 및 부동산 소유를 금지하는 조항을 포함하고 있었으며, 일부 주에서는 단기 임대조차 금지하여, 아시아계 이민자들이 주택이나 사업체를 설립하는 것을 막았다. 이는 특히 농업에 종사하던 일본인 이민자들에게 치명적이었으며, 많은 이들이 **이주 노동자**(migrant workers)로 전락하게 만들었다.
1882년 중국인 배제법이 통과되어 중국계 이민이 중단되자, 미국의 노동력 모집 담당자들은 일본인 노동자들을 대상으로 모집을 시작했다. 이로 인해 미국 내 일본계 미국인 인구가 급격히 증가했으며, 동시에 이들의 수를 줄이고 경제적·정치적 영향력을 제한하려는 운동이 촉발되었다.
일부에서는 아시아인 배제 연맹의 창설을 **캘리포니아에서의 반일 운동의 시작**으로 본는데, 일본계 미국인 인구와 함께 배제 운동의 중심이 되었기 때문이.
이들은 일본인 이민을 종식시키는 것을 목표로 삼았으며, 이전의 반중국 운동과 마찬가지로 **배타주의적 단체**(배타주의)들이 일본인 이민을 제한하기 위해 로비 활동을 벌였다. 결국, 1924년 이민법을 통해 일본인 및 기타 동아시아인들의 미국 입국이 금지되었다. 그러나 이러한 법률 제정 과정에서 형성된 조직적 적대감과 차별 분위기는 이후 일본계 미국인 강제 수용이 추진되는 데 중요한 역할을 하게 된다.

## 20세기 초
반일 감정과 황화론에 대한 두려움은 캘리포니아에서 점점 더 외국인 혐오적으로 변해갔다. 이는 러일 전쟁에서 일본 제국이 러시아 제국을 상대로 승리한 이후 더욱 심화되었다.
1906년 10월 11일, 캘리포니아 샌프란시스코 교육위원회는 일본계 아동들에게 인종적으로 분리된 별도의 학교에 다니도록 요구하는 규정을 통과시켰다. 당시 일본계 이민자들은 캘리포니아 전체 인구의 약 1%를 차지했으며, 이들은 1894년 체결된 미일 이민 조약에 따라 자유로운 이민이 보장되어 입국한 경우가 많았다.
1907년에는 일본인 이민 배제를 지지하고 백인과 일본계 학생 간의 분리 교육을 유지하려던 캘리포니아의 배타주의자들이 태평양 연안 인종 폭동 (1907년)을 일으켰다.

### 반일 단체
- 캘리포니아 농업국 (California Farm Bureau)
- 캘리포니아 공동이민위원회(영어판)
- 천인 위원회 (Committee of One Thousand)
- 캘리포니아 일본 배제 연맹 (Japanese Exclusion League of California)
- 캘리포니아 황금서부 토착 자녀회(영어판)
- 워싱턴 반일 연맹 (워싱턴 반일 리그(영어판))[5]

### 외국인 토지법
1913년 캘리포니아 외국인 토지법은 캘리포니아에 거주하는 일본 시민들의 토지 소유를 방지하기 위해 특별히 제정된 법이었다. 1918년의 캘리포니아주 대 하라다 주키치(State of California v. Jukichi Harada) 사건에서, 판사 휴 H. 크레이그(Hugh H. Craig)는 피고인 편에 섰으며, 일본인 부모에게서 태어난 미국 시민권을 가진 자녀는 토지를 소유할 권리가 있다고 판결하였다.
캘리포니아는 이후 1920년과 1923년에 해당 외국인 토지법을 더욱 강화하였다.
다른 주들에서도 유사한 법률이 제정되었는데, 워싱턴 주에서는 1921년에, 오리건 주에서는 1923년에 해당 법률이 통과되었다.
1948년, 캘리포니아주 대 오야마(State of California v. Oyama) 사건에서 미국 연방대법원은 캘리포니아 외국인 토지법이 본질적으로 반일적 개념을 담고 있으며, 미국의 법 체계에 부합하지 않는다고 판결하였다. 머피(Murphy)와 러틀리지(Rutledge) 대법관은 다음과 같이 언급했다:
이 조치는 농지에 국한되어 있었지만, 일본인을 겨냥한 첫 번째 공식적인 차별 행위였다. 즉각적인 목적은 일본인의 농업 경쟁을 제한하는 것이었다.

보다 근본적인 목적은 일본인을 괴롭히고, 캘리포니아에서 그들의 경제 생활을 법적으로 가능한 한 불편하고 비수익적으로 만드는 것이었다.

외국인 토지법의 강력한 시행은 1941년 이후 일본계 주민들에 대한 미국의 잔혹한 차별 조치들 중 하나에 불과하다.

한 주(州)가 특정 인종이라는 이유로 자국 내에서 거주하는 사람들에게 권리와 특권을 부정하는 방식으로 행동할 수 있는가? 나는 그것이 불가능하다고 말한다.

이후 4년이 지나 1952년, 캘리포니아주 대 후지이(State of California v. Fujii) 사건에서 캘리포니아 주 대법원은 해당 법률이 위헌임을 인정했다. 결국 1956년, 캘리포니아 유권자들은 외국인 토지법을 공식적으로 폐지하였다.

### 반일 이민 협정 및 입법
1907년, 1907년 신사협정은 일본 정부와 미국 정부 간의 비공식 협정으로 체결되었다. 이 협정은 일본인 노동자의 미국 이민을 중단했지만, 이미 미국에 거주하고 있던 일본 이민자의 배우자와 자녀의 이민은 허용되었다.
1924년 이민법은 소수의 예외적인 경우를 제외한 일본인의 이민을 전면적으로 금지하였다. 이민법의 통과는 일본 내 반미 감정의 확산과 함께 민주주의 운동의 쇠퇴를 야기하였으며, 결국 군국주의 정부가 권력을 장악하는 데 일조하였다.

### 미국의 제2차 세계 대전 참전 이전 일본의 군사 활동
1931년 일본의 만주 침공과 만주병합은 미국에서 강한 비판을 받았다. 또한 난징 대학살등 일본의 전쟁 범죄에 분노한 시민들의 운동은 일본이 중국에서 철수하도록 압박하기 위한 미국의 경제 개입을 요구하게 되었고, 이는 미국의 대외 정책 형성에 영향을 미쳤다. 일본의 행위에 대한 부정적인 보도가 점점 더 미국 정부에 전달되면서, 중국 민중의 안전과 태평양 내 미국의 이익 보호를 이유로 석유와 기타 물자에 대한 금수 조치가 일본에 부과되었다.
더 나아가 백인 미국인 사회는 친중, 반일 감정을 강하게 나타냈는데, 대표적인 예로 여성들에게 비단 스타킹의 구매를 중단하자는 민간 운동이 벌어졌다. 비단 원료는 일본의 식민지를 통해 공급되었기 때문이다. 당시 유럽계 무역업자들은 중국 시장과 자원 접근을 원하고 있었다. 한편, 대부분의 중국계 미국인의 고향이었던 타이산 현서는 일본의 봉쇄로 인해 약 15만 명의 타이산계가 아사하여 중국계 미국인 사회는 큰 충격을 받았다.
1937년 중일 전쟁이 발발하자 서방 사회의 여론은 분명하게 중국을 지지했으며, 서구 언론인들의 현장 보도를 통해 중국 민간인에 대한 일본군의 잔혹 행위가 알려지면서 반일 감정은 더욱 심화되었다. 당시 미국의 흑인 역사 내 감정은 주류와는 달랐을 수 있으며, 동방태평양운동(PMEW)과 같은 단체는 일본의 지배 아래에서 평등과 토지 분배를 약속하며 희망을 주기도 했다. PMEW는 수천 명의 회원을 보유하고 있었으며, 백인 우월주의로부터의 해방을 일본 제국 육군의 도래를 통해 기대하고 있었다.

## 제2차 세계 대전

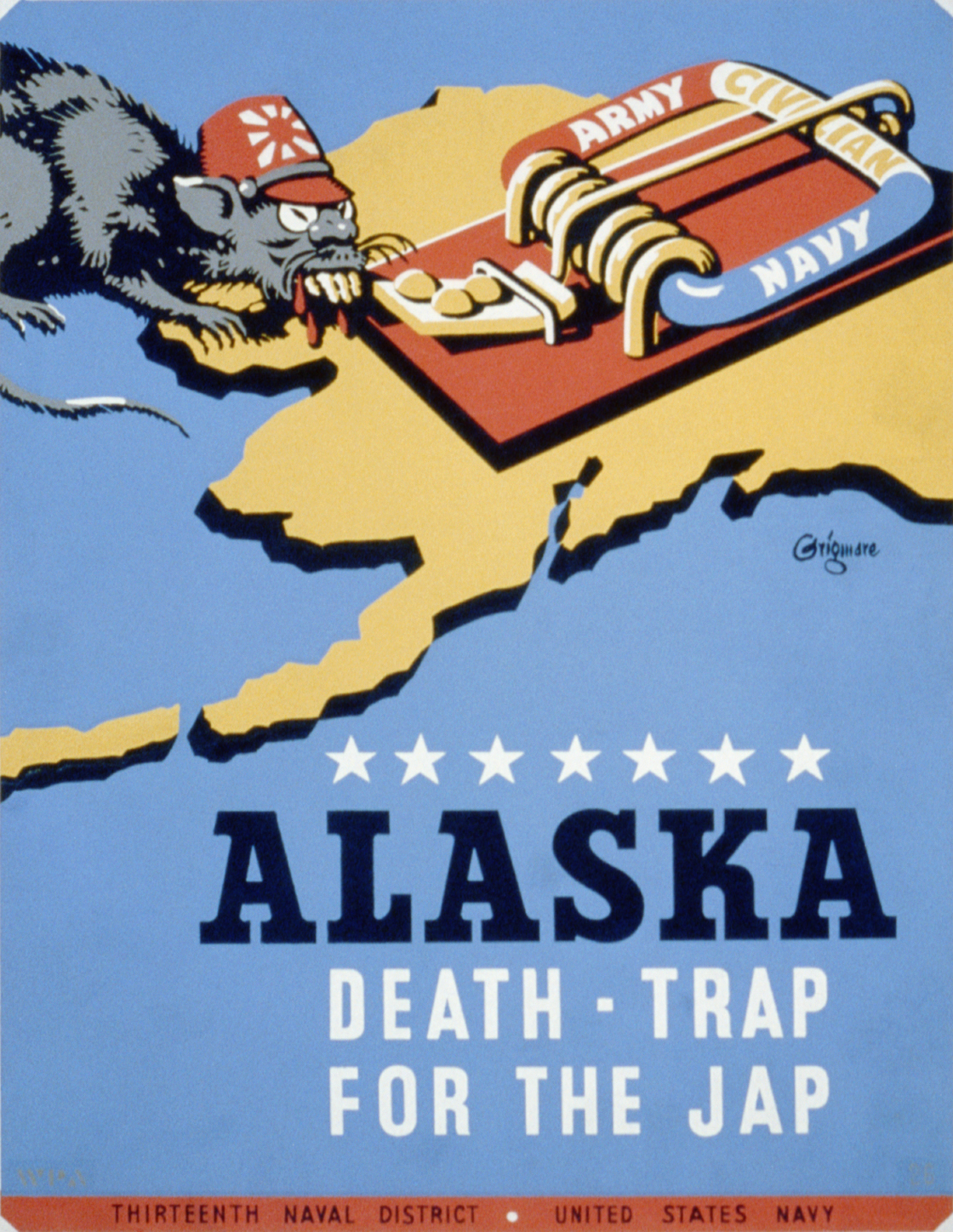
미국의 선전 포스터 – "일본인을 위한 죽음의 덫"

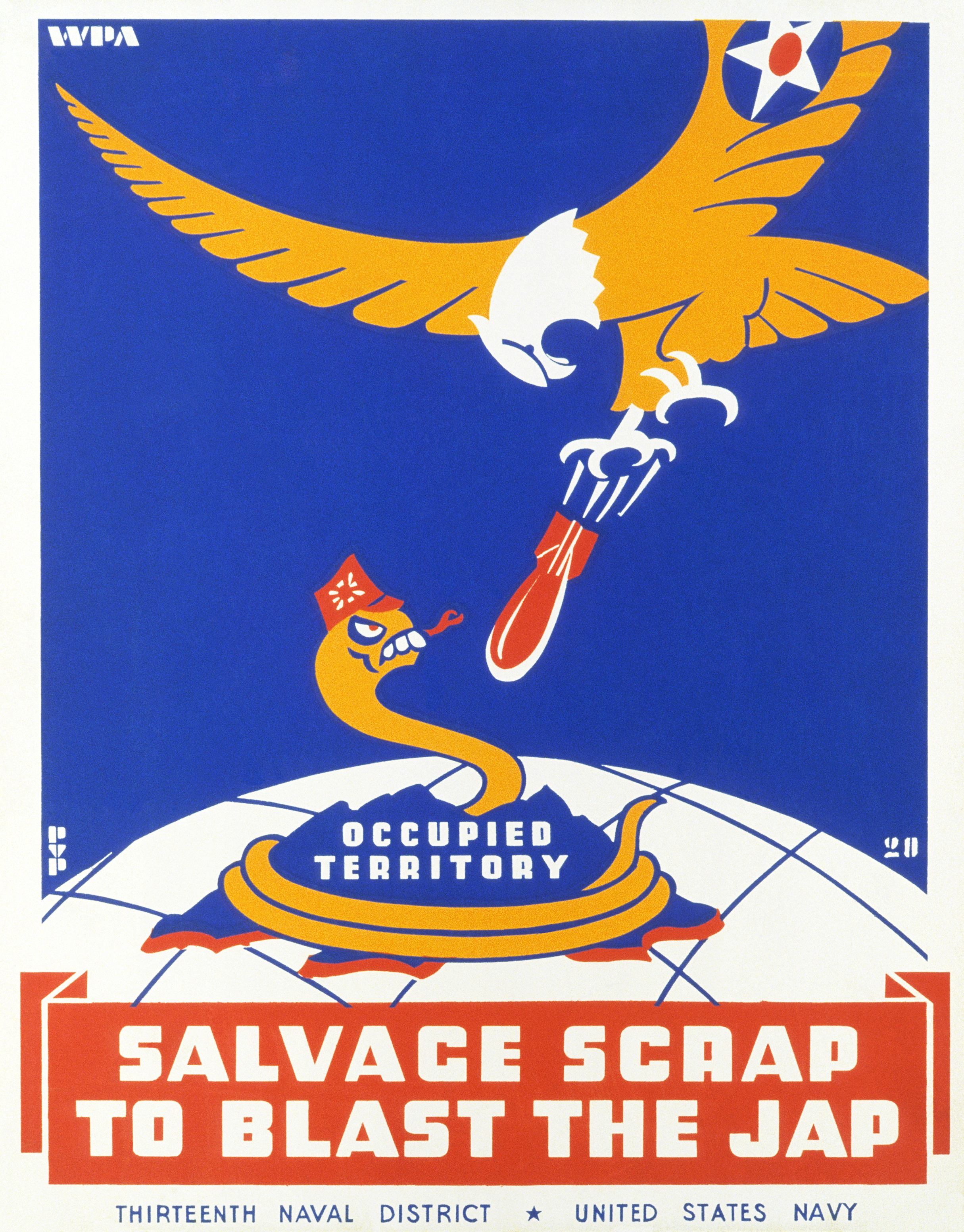
연방진행청에서 제작한 미국의 제2차 세계 대전 선전 포스터. 민간인들에게 전쟁에 기여하기 위해 고철을 수집하고 재활용할 것을 독려하고 있다.

아시아 외 지역에서 반일 감정이 가장 깊어진 주요 원인은 진주만 공습이었다. 이 사건은 미국을 제2차 세계 대전에 참전하게 만들었고, 미국은 일본 제국 및 추축국, 즉 나치 독일과 이탈리아 왕국에 맞서 싸울 것을 결의했다.
일본이 중립국이었던 미국을 기습적으로 공격한 데다, 미국과 일본 간 평화 협상이 진행 중이던 와중에 약 2,500명이 사망한 점은 미국 대중에게 일본의 행동을 배신적이고 야만적이며 비겁한 행위로 각인시켰다. 공습 이후, 비정부 차원에서 "일본인 사냥 허가증(Jap hunting licenses)"이 전국적으로 유포되기도 했다. 라이프 (잡지)는 일본인과 중국인을 구별하는 방법에 대한 기사를 실었으며, 이는 코의 모양과 체격을 기준으로 삼고 있었다.
1943년에 출판된 과달카날 일지에는 미군 병사들이 일본군의 '금니'나 손, 귀 같은 신체 일부를 전리품으로 수집하는 장면이 등장한다. 이 일지는 제2차 세계 대전 중 미국 내에서 큰 인기를 끌었다.
미국 역사학자 제임스 J. 와인가트너는 미군 포로 수용소에서 일본군 포로의 수가 극히 적었던 이유를 두 가지로 설명했다. 첫째, 일본군의 항복을 꺼리는 태도, 둘째, 일본인을 '짐승' 혹은 '비인간적 존재'로 여긴 미국 사회의 인식이었다. 니얼 퍼거슨도 이와 유사한 입장을 보이며, "연합군 병사들은 일본인을 독일인이 러시아인을 바라보듯 열등인간으로 여겼다"고 주장했다.
미국 일본학 학자인 울리히 A. 스트라우스는 최전선에서 미군 병사들이 일본군을 극도로 증오했으며, 포로를 잡거나 보호하는 것에 대해 설득하기 어려웠다고 분석했다. 이는 일본군이 항복한 병사들에게 자비를 베풀지 않는다는 믿음 때문이었다.

### 일본인 사냥

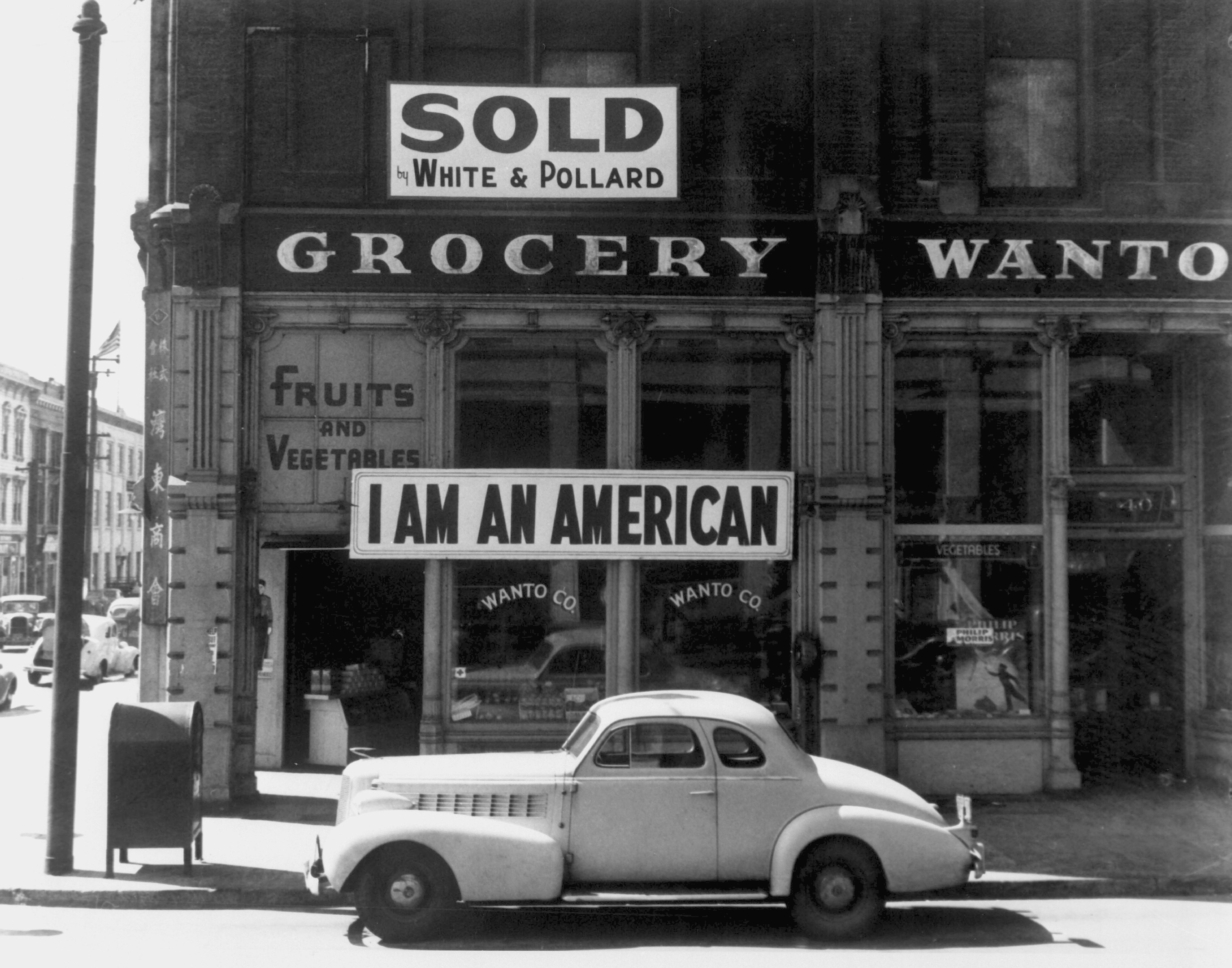
진주만 공습 다음 날 한 일본계 미국인이 걸어둔 현수막. 그러나 그는 이후 구금되었다. 이 사진은 도로시아 랭가 1942년 3월, 일본계 미국인 강제 수용 직전에 촬영한 것이다.

행정명령 9066호에 따라 군은 국가 안보를 이유로 특정 지역에서 특정 인구를 배제할 권한을 부여받았다. 공식적으로 특정 민족을 언급하지 않았으나, 실제로는 거의 전적으로 일본계 미국인과 일본 국적자에게 적용되었으며, 극소수의 이탈리아계 및 독일계 미국인도 영향을 받았다. 결과적으로 약 11만 명의 일본계 미국인과 일본 국적자들이 전시 이주 수용소라 불리는 시설에 강제 수용되었다.

### 일본 전략 폭격
역사학자 존 M. 쿠라톨라는 반일 감정이 일본 전략 폭격에 영향을 미쳤다고 주장했다.

### 일본계 미국인의 강제 수용
1942년 일본계 미국인이 강제 수용되자 얼 워런 캘리포니아주 법무장관은 기회를 이용해 일본계 미국인 소유 토지를 몰수하도록 승인했다.
1944년 12월 19일 실시된 여론 조사에 따르면, 미국 대중의 13%가 일본인 전원의 집단 학살에 찬성했으며, 미군 병사의 50%가 이에 동의했다.

## 제2차 세계 대전 이후
1970년대와 1980년대, 미국의 중공업이 쇠퇴하면서 대량 해고와 채용 축소가 이어졌고, 이와 동시에 일본의 관련 산업들은 미국 시장에 본격적으로 진출하기 시작했다. 이러한 현상은 특히 자동차 산업에서 두드러졌는데, 당시 침체기 (자동차 산업)에 빠졌던 빅 3 자동차 제조사(제너럴 모터스, 포드, 크라이슬러)는 기존 고객들이 혼다(Honda), 도요타(Toyota), 닛산(Nissan)과 같은 일본 자동차를 구매하는 모습을 지켜보아야 했다. 이는 1973년 석유 파동의 여파였다. 반일 감정은 때때로 일본 자동차를 공개적으로 파괴하는 행위로 나타났으며, 1982년에는 빈센트 친 사건에서 중국계 미국인인 빈센트 친이 일본인으로 오인되어 집단 폭행을 당한 후 사망하는 사건이 벌어졌다.
1987년, 도시바-콩스버그 스캔들 이후 일부 공화당 소속 미국 의원들은 미국 국회의사당 앞에서 도시바 제품을 망치로 파괴했다. 이 장면은 일본의 텔레비전에서 수백 차례 반복 방송되었다.
또한, 콜럼비아 레코드(Columbia Records), 콜럼비아 픽처스(Columbia Pictures), 록펠러 센터와 같은 미국의 상징적인 상업 및 문화 자산이 일본 기업에 매각된 것도 반일 감정을 더욱 자극했다. 시애틀 매리너스가 닌텐도 오브 아메리카에 매각될 당시, 미국인 응답자의 71%가 일본 기업이 미국 야구팀을 인수하는 것에 반대했다.
해당 시기의 대중문화는 미국 내에서 커져가던 일본에 대한 불신을 반영하였다. 당시의 많은 소설들도 일본에 대한 비판을 담고 있었다. 작가 마이클 크라이튼은 잠시 과학 소설을 떠나 일본 기업인들이 연루된 미국 내 살인사건을 다룬 라이징 선 (소설)(Rising Sun)을 집필하였으며, 이후 이는 라이징 선 (영화)으로 영화화되었다. 마찬가지로 톰 클랜시의 소설 데트 오브 아너(Debt of Honor)에서는 일본의 번영이 불공정한 무역 조건에 기인한 것으로 묘사되며, 일본 기업 지도자들이 권력을 탐하는 집단처럼 그려진다.
그러나 마리 토르스텐의 주장에 따르면, 1980년대 일본의 경제적 전성기에는 일본 혐오증와 동시에 일본 숭배도 공존하였다. 일본에 대한 공포는 기술 민족주의의 구호로 작용하였으며, 이는 수학, 과학 등 정량적으로 측정 가능한 국가 역량에서 세계 최고가 되어야 한다는 강박으로 이어졌다. 악명 높은 "재팬 배싱"(Japan bashing)과 더불어, 일본은 초인적인 국가로 묘사되었으며 이는 소련이 1957년 스푸트니크(Sputnik) 인공위성을 발사했을 때 미국 사회가 교육에 주목하게 된 상황과 유사한 방식으로 전개되었다. 미국의 관료들은 이러한 비교를 의도적으로 조장하였다. 1982년, 전직 미국 교육청 위원장 어니스트 보이어는 "우리가 지금 필요한 것은 또 다른 스푸트니크다"라며, "어쩌면 일본인들에게 도요타를 궤도에 올리게 해야 할지도 모른다"고 발언하였다. 일본은 미국 교육 및 노동력 개발 측면에서 위협이자 동시에 모델로 간주되었고, 이는 모범 소수민족으로 여겨지던 아시아계 미국인의 이미지와 겹쳐졌다.
이러한 혐오와 숭배는 1980년대에 정점을 찍었고, 이 시기에 "재팬 배싱"(Japan bashing)이라는 용어가 널리 사용되었다. 그러나 1990년대 후반에는 점차 사그라들었다. 일본 경제가 침체에 빠지면서 잃어버린 10년으로 알려지게 되었고, 한편 미국은 인터넷 산업의 성장으로 경제가 활기를 띠며 반일 감정은 대중매체에서 점차 사라지게 되었다.

## 같이 보기
- 반미 감정#일본 (Anti-Americanism#Japan)
- 미국 내 반중 감정(영어판) (Anti-Chinese sentiment in the United States)
- 반일주의(영어판) (Anti-Japaneseism)
- 일본-미국 관계(영어판) (Japan–United States relations)
- 일본계 미국시민연맹(영어판) (Japanese American Citizens League)
- 미국의 원주민주의(영어판) (Nativism (politics) in the United States)
- 미국 내 동아시아인 고정관념(영어판) (Stereotypes of East Asians in the United States)
- 빈센트 진 피살 사건(영어판) (Killing of Vincent Chin)

## 참고 문헌
- Weingartner, James J. (1992년 2월). “Trophies of War: U.S. Troops and the Mutilation of Japanese War Dead, 1941-1945”. 《Pacific Historical Review》 61 (1): 53–67. doi:10.2307/3640788. JSTOR 3640788. 2011년 8월 11일에 원본 문서에서 보존된 문서. 2014년 11월 30일에 확인함. 과달카날로 향하던 미 해병들은 일본인의 금니로 목걸이를 만들거나 귀를 절단해 보존하는 것에 대해 기대감을 드러냈다.
- Bagby, Wesley Marvin (1999). 《America's International Relations Since World War I》. Oxford University Press. ISBN 0-19-512389-1.
- Schaffer, Ronald (1985). 《Wings of Judgment: American Bombing in World War II》. New York: Oxford University Press. ISBN 0-19-503629-8. OCLC 11785450.

## 추가 읽을거리
- August, Jack. "The Anti-Japanese Crusade in Arizona's Salt River Valley: 1934–35." Arizona and the West 21.2 (1979): 113–136. 온라인 열람
- Buell, Raymond Leslie. "The development of the anti-Japanese agitation in the United States." Political Science Quarterly 37.4 (1922): 605–638. PDF 열람
- Daniels, Roger. The politics of prejudice: The anti-Japanese movement in California and the struggle for Japanese exclusion (Univ of California Press, 1977).
- MeGovney, Dudley O. "The anti-Japanese land laws of California and ten other states." California Law Review 35 (1947): 7+ 온라인 열람
- Okihiro, Gary. Cane Fires: The Anti-Japanese Movement in Hawaii, 1865–1945 (Temple UP, 1992).
- Shim, Doobo. "From yellow peril through model minority to renewed yellow peril." Journal of Communication Inquiry 22.4 (1998): 385–409. 온라인 PDF
- Tamura, Eileen H. "The English-only effort, the anti-Japanese campaign, and language acquisition in the education of Japanese Americans in Hawaii, 1915–40." History of Education Quarterly 33.1 (1993): 37–58